# Johannes Eylau
Johannes Eylau (* 27. November 1880 in Landsberg an der Warthe; † 26. März 1970) war ein deutscher Jurist.

## Werdegang
Eylau kam als Sohn des Gymnasialprofessors Otto Eylau und der Elise Eylau, geb. Boigk, zur Welt. Nach dem Besuch des Gymnasiums in Landsberg studierte er Rechtswissenschaften an den Universitäten in Halle (Saale) und Berlin. Im Sommer 1902 legte er das Referendarexamen ab und 1908 die Große Staatsprüfung. Er trat als Gerichtsassessor in den preußischen Justizdienst. Am 6. April 1911 wurde er zum Amtsrichter am Amtsgericht Wedding ernannt, am 16. September 1914 zum Landrichter am Landgericht I in Berlin. Während des Ersten Weltkriegs stand er als Reserveoffizier der Feldartillerie an der Front. Er wurde schwer verwundet und verlor sein linkes Auge. 1916 geriet er in der Schweiz in französische Kriegsgefangenschaft.
Nach Heimkehr diente er ab 1. Januar 1919 als Amtsrichter in Landsberg an der Warthe und ab 1. Juni 1919 daselbst als Landrichter. Zum 18. September 1921 kehrte er als Landgerichtsdirektor an das Landgericht I in Berlin zurück und war dort bis 1927 Vorsitzender der Patentkammer. 1928 wurde er zum Präsidenten des Reichspatentamtes ernannt. 1934 folgte die Versetzung als Referent in das Reichsarbeitsministerium, wo er bis zum Ende des Krieges blieb.
1946 war er kurzzeitig wieder Landgerichtsdirektor in Berlin und von 1947 bis 1949 Präsident des Patentamtes Berlin. 1949 trat er beim Deutschen Patentamt in München in den Dienst des Bundesministeriums der Justiz. Mit Wirkung vom 16. November 1950 wurde er zum Senatspräsidenten am Oberlandesgericht München berufen. Zum 1. Januar 1953 trat er in den Ruhestand.

## Ehrungen
- Eisernes Kreuz II. Klasse
- 1953: Großes Verdienstkreuz der Bundesrepublik Deutschland